# Scatman’s World (dal)
A Scatman’s World az amerikai Scatman John 1995 júliusában Scatman's World címen megjelent albumának a második dala. A eurodance műfajába sorolt dal megjelenését követően jó helyen szerepelt az európai és amerikai slágerlistákon.
A Zowie Broach rendezte Scatman’s World zenei videóban Scatman több helyszínen is megfordul, leginkább a londoni Liverpool Street állomáson, a London Bridge-en és az Oxford Circus állomásnál. A videóban az énekest több ember kíséri, miközben ő a világ problémáiról énekel és hogy csatlakozzanak a Scatland nevű fantasyvilághoz. 